# Habenaria leprieurii
Habenaria leprieurii är en orkidéart som beskrevs av Heinrich Gustav Reichenbach. Habenaria leprieurii ingår i släktet Habenaria och familjen orkidéer. Inga underarter finns listade i Catalogue of Life.